# Fjernvandreveje
Fjernvandreveje bliver i disse år anlagt på alle kontinenter med Europa som foregangs-kontinent på området.
Formålet er at give landenes befolkninger mulighed for et aktivt friluftsliv og at fremme international forståelse og samkvem i forbindelse med passager af landegrænser.
Fjernvandrevejene forbinder nationale og regionale vandrestier på tværs af landegrænserne.

## Danmark
- Gendarmstien – vandresti langs nordsiden af Flensborg Fjord.
- Nordsøstien – multinational vandresti som passerer Danmark.

## Europa
Der er i alt 12 fjernvandreveje i Europa med et samlet ruteforløb på ca. 70.000 km.
Initiativet til oprettelsen af disse veje blev taget af den europæiske vandreorganisation European Ramblers Association (ERA)  i 1969. I Danmark varetages arbejdet af foreningen Dansk Vandrelaug.
| Fjernvandrevej     | Planlagt strækning                                             | Færdig strækning                                                                          |
| E1 (ca. 4.900 km)  | fra Nordkap i Norge til Sicilien i Italien                     | fra Grövelsjön i Sverige til Castelluccio i Italien                                       |
| E2 (ca. 4.850 km)  | fra Galway i Irland til Nice i Frankrig                        | fra Hoek van Holland i Nederlandene til Nice i Frankrig                                   |
| E3 (ca. 6.950 km)  | fra Istanbul i Tyrkiet til Kap St. Vincent i Portugal          | fra Oradea i Rumænien til Santiago de Compostela i Spanien                                |
| E4 (ca. 10.450 km) | fra Kap St. Vincent i Portugal over Cypern                     | fra Málaga i Spanien til Kreta i Grækenland (manglende vejstykke i Rumænien)              |
| E5 (ca. 3.050 km)  | fra der Pointe du Raz i Frankrig til Venedig i Italien         | fra der Pointe du Raz i Frankrig til Verona i Italien                                     |
| E6 (ca. 5.200 km)  | fra Kilpisjärvi i Finland til Dardanellerne i Tyrkiet          | fra Norrtälje i Sverige til Koper i Slovenien                                             |
| E7 (ca. 4.330 km)  | fra Lissabon i Portugal til Ukraine                            | fra Monfortinho i Portugal til Nagylak i Ungarn                                           |
| E8 (ca. 4.390 km)  | fra Dursey Head i Irland til Istanbul i Tyrkiet                | fra Dursey Head i Irland til Beskiden ved grænsen mellem Polen og Ukraine                 |
| E9 (ca. 5.000 km)  | fra Kap St. Vincent i Portugal til den estiske/russiske grænse | fra Hendaye i Frankrig til Braniewo i Polen                                               |
| E10 (ca. 2.880 km) | fra Nuorgam i Finland til Tarifa i Spanien                     | fra Rügen i Tyskland over Ulldecona i Spanien (manglende vejstykke i Italien og Frankrig) |
| E11 (ca. 2.070 km) | fra Den Haag i Nederlandene til Rusland                        | fra Den Haag i Nederlandene til Masuren ved grænsen mellem Polen og Litauen               |

## Eksterne links
- Wikimedia Commons har flere filer relateret til Fjernvandreveje
- Fjernvandrevejene på Dansk Vandrelaugs hjemmeside Arkiveret 31. december 2018 hos  Wayback Machine